# 新宿稲荷神社
新宿稲荷神社（しんじゅくいなりじんじゃ）は、神奈川県逗子市新宿にある神社。

## 由緒
当神社は約四百年前、江戸時代初期に鎮座された。正一位新宿稲荷大明神と尊称され、新宿の鎮守として産業振興・庶民の財産生命生活安定の神と崇められている。御社は三間ほどの岩窟の中に奉安されていたが、昭和32年（1957年）に現在の社殿が建立された。殿内は岩窟の中に造られている。現在でも地域の人々などから信仰を得ている。近年、途絶えていた大人神輿やお囃子が有志の手で三十年振りに復活した。

## アクセス
- 逗子駅より徒歩10分。
- 拝観は無料。